# Café-licor
|  | Aquest article es refereix a la beguda. Per al peix anomenat també burret podeu consultar cabot comú. |

El café-licor o cafè-licor, burret o Aperitiu Café d'Alcoi és una beguda alcohòlica típica de les comarques de l'Alcoià, el Comtat, la Vall d'Albaida, la Marina Alta, la Marina Baixa, la Safor i la Costera. Com el seu nom indica és una beguda de café amb una graduació alcohòlica que es troba sobre els 15 i els 20 graus i és de color negre.
També es coneix com a burret. Les marques més conegudes són Cerol, Un Colpet i Sancho (que té un burret a l'etiqueta). Les dues marques estan associades sota el nom de Licores Sinc per tal de poder assolir un nivell de producció mínim legal. Altres marques conegudes són Truquet, El Murero i Pastor. També és habitual trobar-se amb cafè de feta, que vol dir fet de manera artesana a casa, evidentment aquesta pràctica és il·legal.
El «burret» se sol prendre mesclat amb refrescos, orxata (pingüí), granissat de llima (mentireta), refresc de cola (plis-plai) i, fins i tot, amb cervesa. Encara que també com aperitiu tot sol.
La seua elaboració està regulada com a Denominació Geogràfica, amb el nom oficial d'aperitiu café d'Alcoi, tot i que comparteix l'origen amb la població veïna de Cocentaina, controlada pel consell regulador de les «denominacions específiques de begudes espirituoses tradicionals d'Alacant» juntament amb l'anís paloma, l'herbero i el cantueso.

## Mescles
- Barraqueta o Pingüí: 1/3 de café licor i 2/3 d'orxata de xufa.
- Burret o Plis-plai: 1/2 de café licor i 1/2 de refresc de cola. Se serveix en got llarg i a vegades amb un glaçó.
- Burret amb llimona o llapissereta: 1/2 de café licor i 1/2 de refresc de llimona.
- Butanito: 1/3 de café licor i 2/3 de bitter sense alcohol.
- Xinet: 1/3 de café licor i 2/3 de batut de vainilla.
- Xocolatero: 1/3 de café licor i 2/3 de batut de xocolate.
- Mentira o Mentireta (d'Alcoi): 1/3 de café licor i 2/3 de granissat de llima.
- Mentira Socarrà (de Cocentaina): 1/2 de café licor i 1/2 d'"Aigua llimó negre"
- Negreta: 1/3 de café licor i 2/3 de cervesa.
- Sambori: 1/2 de café licor, 1/2 de refresc de cola i un xorret de licor de coco.
- Sang alcoiana: 4/5 de café licor i 1/5 de xarop de granadina.
- Tio K-los: 1/3 de café licor i 2/3 de beguda energètica.